# Jean-Pierre Escalettes

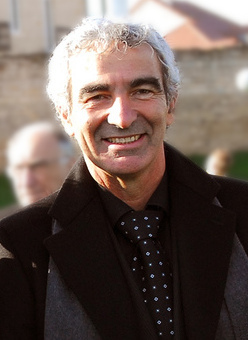
Jean-Pierre Escalettes (links) und Ex-Nationaltrainer Domenech (im Vordergrund)

Jean-Pierre Escalettes (* 29. Mai 1935 in Béziers) ist ein französischer Fußballfunktionär. Von Anfang 2005 bis zum 2. Juli 2010 war er Präsident der Fédération Française de Football (FFF). Er trat nach dem Ausscheiden der „Équipe Tricolore“ in der Gruppenspielphase bei der Fußball-Weltmeisterschaft 2010 in Südafrika von seinem Amt zurück. Am 23. Juli 2010 wurde sein Nachfolger Fernand Duchaussoy gewählt, zunächst aber nur interimistisch bis zur ordentlichen Neuwahl im Dezember des Jahres.

## Ein Leben für den Fußballverband
Escalettes spielte als junger Mann selbst bei einem Amateurclub in Bordeaux, wo er studierte, Fußball. Bis zu seiner Pensionierung hat er als Englischlehrer gearbeitet und daneben schon frühzeitig ehrenamtliche Funktionen wahrgenommen. Anfangs war er Generalsekretär des Vereins CA Ribérac; 1967 wurde er zunächst Mitglied und später Vorsitzender des FFF-Distrikts Dordogne, dann auch Vorstandsmitglied der übergeordneten Ligue du Centre-Ouest. Nächster Schritt auf der Funktionärsleiter nach einem Umzug war ein Vorstandssitz in der Ligue d’Aquitaine und 1984 die Wahl zu deren Präsidenten. Bereits im Januar 1985 in den Bundesrat des französischen Landesverbands gewählt, wurde Escalettes fünf Jahre später dessen Generalsekretär. Es folgten die Stationen als Präsident des nationalen Amateurfußballrats und danach als Präsident der Ligue du football amateur, also des gesamten nichtprofessionellen Fußballs in Frankreich. Am 12. Januar 2005 erhielt er das Votum als neuer FFF-Präsident und Nachfolger von Claude Simonet; im Dezember 2008 wurde er für eine weitere Amtszeit bestätigt. 
Zu den positiven Leistungen seiner Präsidentschaft zählen insbesondere die Neustrukturierung und Verbesserung der Finanzsituation der FFF, um die sich allerdings hauptsächlich sein Stellvertreter Noël Le Graët verdient gemacht hat, und in jüngster Zeit seine vermehrten Bemühungen, den Frauenfußball stärker ins öffentliche Bewusstsein zu rufen (siehe hier). Diese wurden allerdings überschattet von der heftigen Kritik aus Medien und Politik, aber auch aus dem Verband selbst heraus, an seiner Rolle während der „schwärzesten Stunden in der Geschichte des französischen Fußballs“.